# Carlos Alberto Parreira
Carlos Alberto Gomes Parreira (ur. 27 lutego 1943 w Rio de Janeiro) – były brazylijski trener piłkarski.

## Życiorys
W latach 1991–94 był selekcjonerem reprezentacji Brazylii, z którą na Mundialu 1994 zdobył mistrzostwo świata. Później pracował w klubach krajowych i europejskich (m.in. Valencia CF i Fenerbahçe SK), krótko prowadził drużynę narodową Arabii Saudyjskiej. Od 2003 do 2006 roku był ponownie szkoleniowcem „canarinhos”, z którą, bez powodzenia, startował w Mistrzostwach Świata 2006. Po mundialu przyjął propozycję prowadzenia drużyny narodowej RPA. Miał zbudować zespół na kolejny turniej, którego RPA będzie gospodarzem, jednak w kwietniu 2008 roku złożył dymisję. Oficjalną przyczyną rezygnacji była choroba żony. Od października 2009 roku ponownie był trenerem reprezentacji RPA. Po mistrzostwach świata w 2010 w RPA zrezygnował z funkcji trenera kadry i zakończył karierę szkoleniową. Z dniem 29 listopada 2012 r. objął stanowisko dyrektora technicznego reprezentacji Brazylii i pomaga Luizowi Felipe Scolariemu w jej przygotowaniu do Mistrzostw Świata 2014.

## Kariera szkoleniowa
Nigdy nie grał w żadnym klubie piłkarskim, zresztą futbolem zainteresował się dość późno. W 1968 roku skończył studia z zakresu fizjoterapii i wyjechał do Ghany, gdzie uczestniczył w rządowym programie rozwoju sportu. Dwa lata później był masażystą reprezentacji Brazylii, która zdobyła złoto w mistrzostwach świata.
W wieku trzydziestu dwóch lat zadebiutował jako trener w Fluminense FC. Dziesięć lat później z tym samym klubem odniósł swój pierwszy ważny sukces – zdobył mistrzostwo Brazylii. Przez sześć lat był selekcjonerem reprezentacji Kuwejtu, którą, jako pierwszy szkoleniowiec w historii, wprowadził do mundialu.
Swoje najcenniejsze jak dotąd trofeum zdobył w 1994 roku, kiedy to prowadzona przez niego reprezentacja Canarinhos sięgnęła po Puchar Świata. Gdyby w 2006 roku powtórzył sukces sprzed dwunastu lat, byłby drugim szkoleniowcem, który dwukrotnie zdobywał ze swoją ekipą tytuł najlepszej drużyny narodowej świata, jednak reprezentacja Brazylii, uważana za głównego faworyta do wygrania mistrzostw, odpadła już w ćwierćfinale po porażce z Francją 0:1.
Obok Bory Milutinovicia jest jedynym trenerem, który prowadził w mistrzostwach świata więcej niż trzy różne reprezentacje.

## Sukcesy szkoleniowe
- mistrzostwo Brazylii 1984 z Fluminense
- finał mistrzostw Brazylii 1991 z Bragantino
- mistrzostwo Turcji 1996 z Fenerbahçe
- awans do drugiej ligi z Fluminense w sezonie 1999–00
- Puchar i wicemistrzostwo Brazylii 2002 z Corinthians
- mistrzostwo świata 1994 z reprezentacją Brazylii
- awans do Mundialu 1982 i start w tym turnieju (faza grupowa) w z reprezentacją Kuwejtu
- start (faza grupowa) w Mundialu 1990 z reprezentacją ZEA
- start (faza grupowa) w Mundialu 1998 z reprezentacją Arabii Saudyjskiej
- awans do Mundialu 2006 i start w tym turnieju (ćwierćfinał) w z reprezentacją Brazylii
- Copa America 2004 z reprezentacją Brazylii
- Puchar Konfederacji 2005 z reprezentacją Brazylii